# 三関駅
三関駅（みつせきえき）は、秋田県湯沢市上関字二ツ橋にある、東日本旅客鉄道（JR東日本）奥羽本線の駅である。

## 歴史
- 1923年（大正12年）11月5日：国鉄の三関信号場として雄勝郡三関村に開設[3]。
- 1930年（昭和5年）7月1日：駅に昇格し、三関駅が開業[2]。
- 1950年（昭和25年）7月11日：駅構内で貨物列車が脱線転覆する三関駅暴走事件が発生[新聞 1]。同月27日に、元線路工手の男が往来を妨害する罪で逮捕された[新聞 2]。
- 1962年（昭和37年）10月1日：貨物の取り扱いを廃止[3]。同時期に蓬莱鉱業株式会社の専用線も廃止。かつては当駅からケーブルカー方式で蓬莱高松鉱山まで鉱石を運んでいた。
- 1979年（昭和54年）
  - 11月1日：荷物の扱いを廃止[4]。無人駅となる[5]。
  - 12月1日：簡易委託駅となる[新聞 3]。
- 1987年（昭和62年）4月1日：国鉄分割民営化により、JR東日本の駅となる[3]。
- 2009年（平成21年）3月31日：簡易委託解除。
- 2017年（平成29年）
  - 8月：駅舎改築工事に着手。同月下旬に仮駅舎での営業を開始[報道 1]。
  - 12月1日：駅舎がリニューアル[報道 2][新聞 4]。
- 2021年（令和3年）4月1日：湯沢駅の業務委託化に伴い、横手駅に管理駅が変更となる。
- 2024年（令和6年）10月1日：えきねっとQチケのサービスを開始[1][報道 3]。

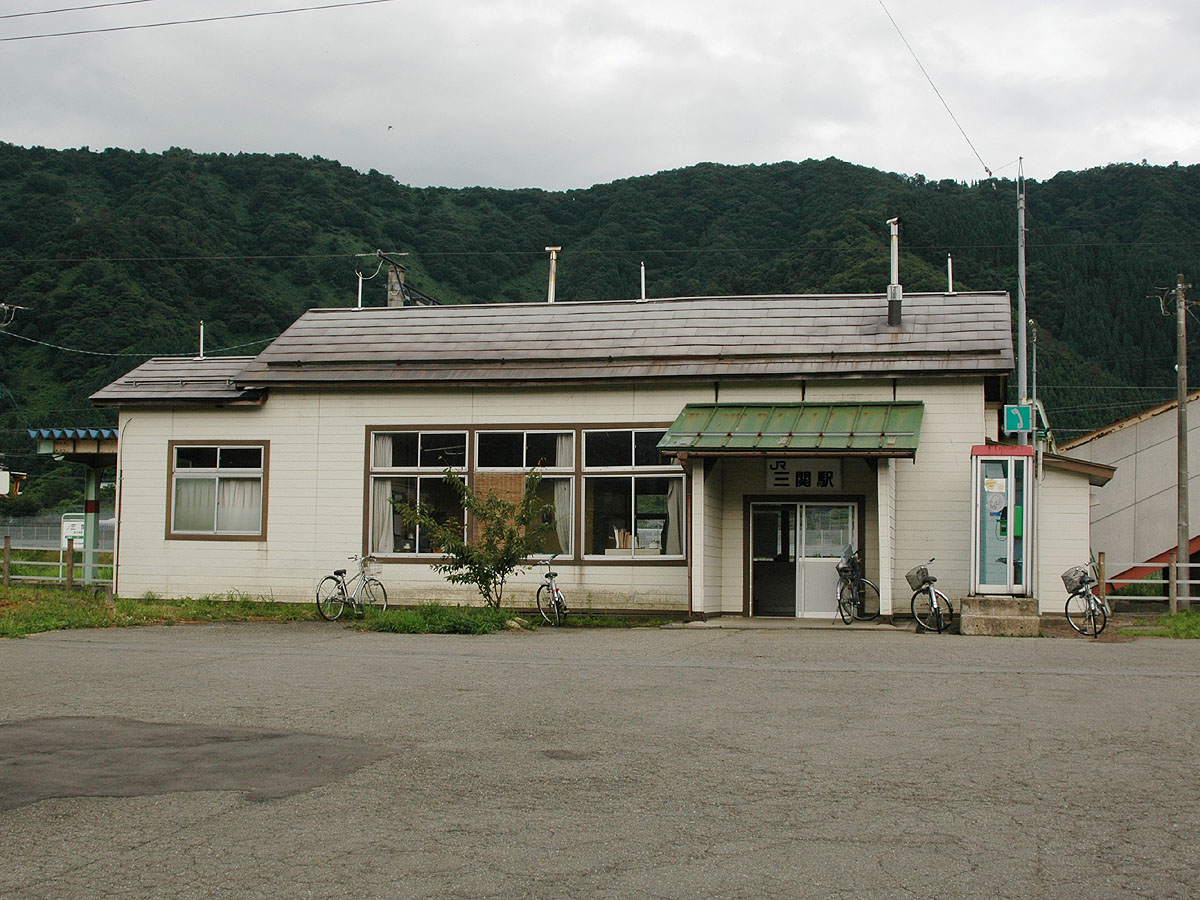
旧駅舎（2007年7月）

## 駅構造
単式ホーム1面1線を有する地上駅である。かつては相対式ホーム2面2線で、外側には側線もあった。このほか、跨線橋もあったが現存しない。
横手駅管理の無人駅である。駅舎は2017年（平成29年）12月1日に秋田杉を使って改築された木造平屋建てで、背後に見える奥羽山脈との一体感をイメージしたものとなっている。

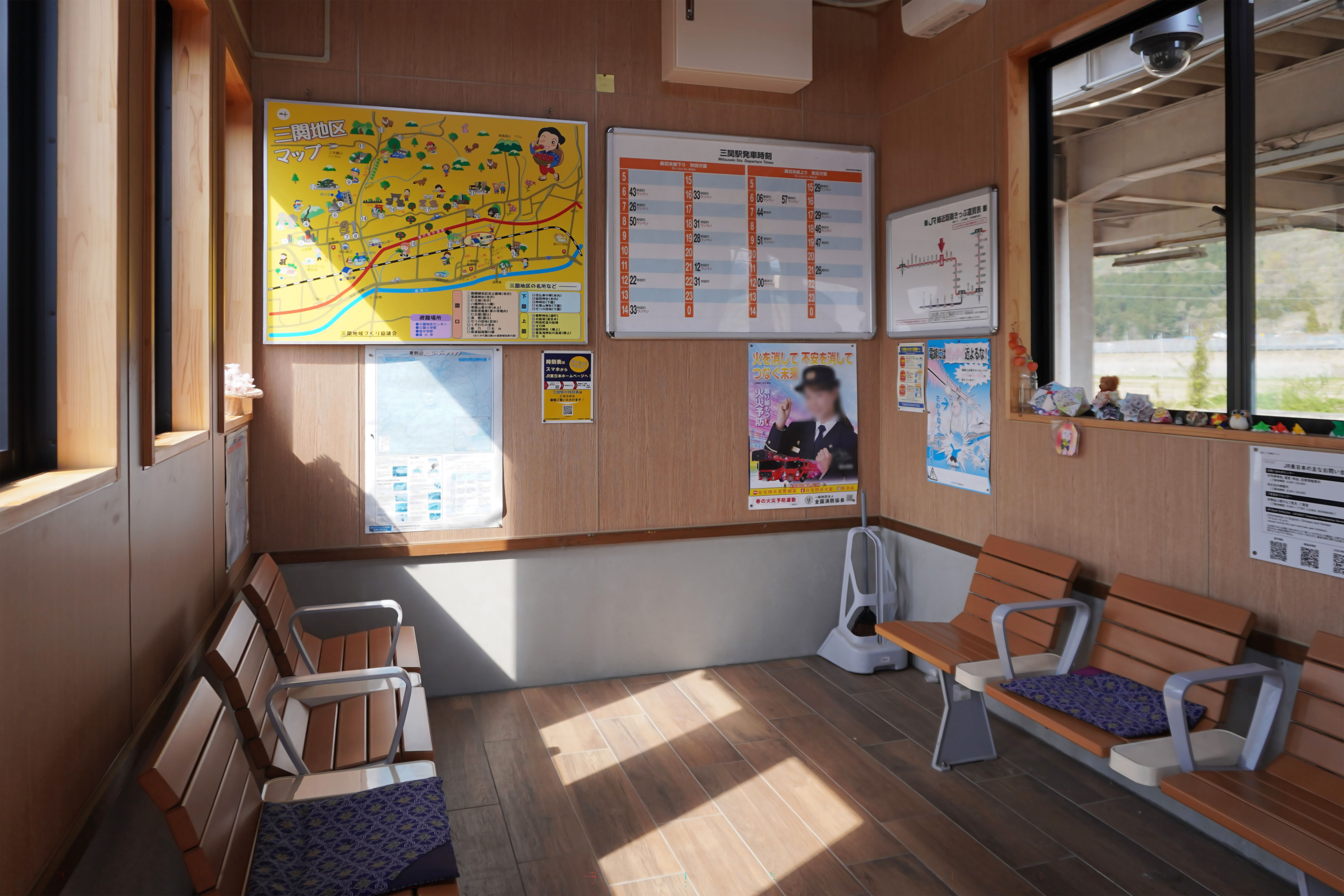
待合室（2024年4月）
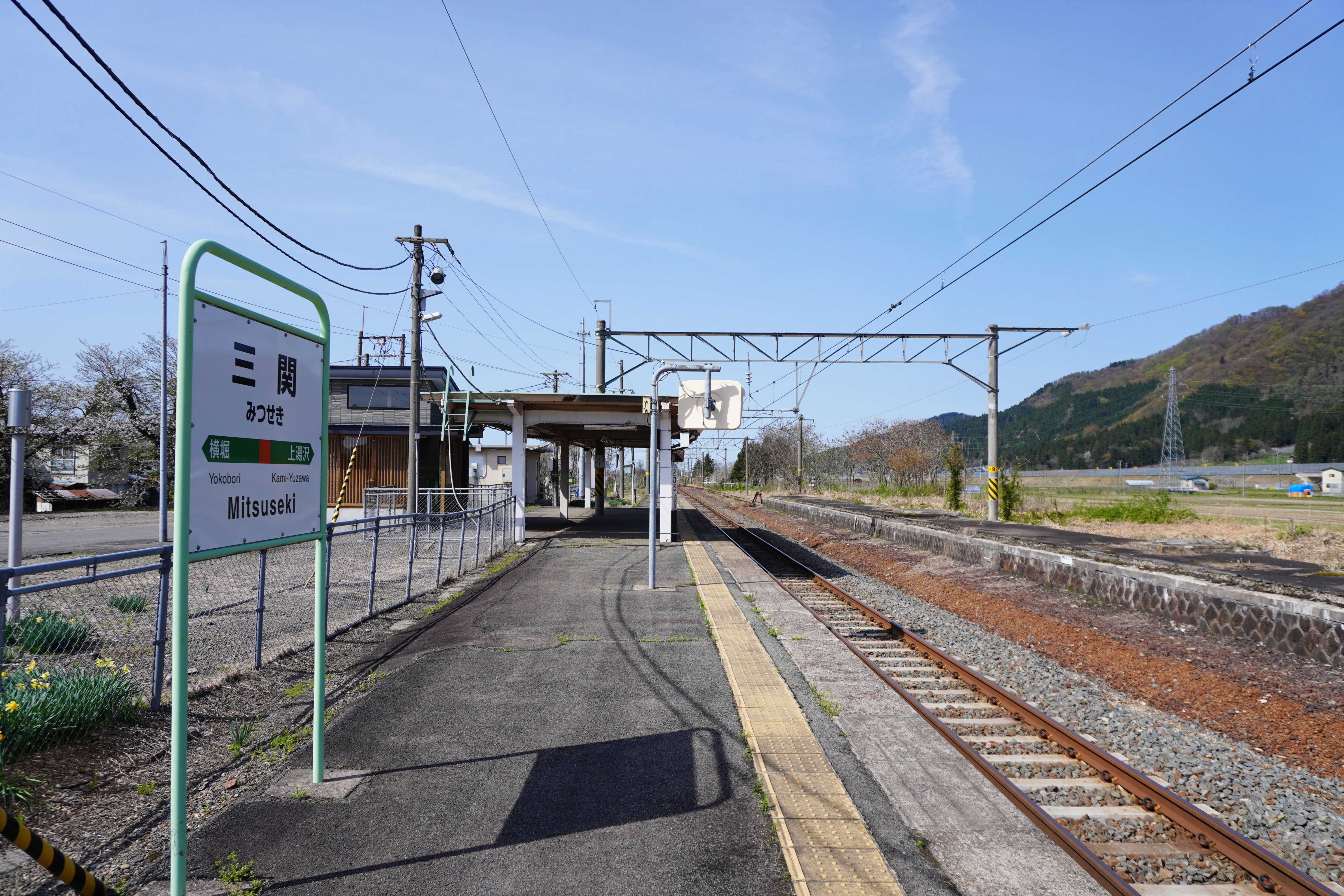
ホーム（2024年4月）

## 利用状況
JR東日本によると、2000年度（平成12年度）- 2007年度（平成19年度）の1日平均乗車人員の推移は以下のとおりであった。
| 乗車人員推移       | 乗車人員推移     | 乗車人員推移   |
| 年度               | 1日平均 乗車人員 | 出典           |
| ------------------ | ---------------- | -------------- |
| 2000年（平成12年） | 81               | [ 利用客数 1 ] |
| 2001年（平成13年） | 68               | [ 利用客数 2 ] |
| 2002年（平成14年） | 59               | [ 利用客数 3 ] |
| 2003年（平成15年） | 56               | [ 利用客数 4 ] |
| 2004年（平成16年） | 58               | [ 利用客数 5 ] |
| 2005年（平成17年） | 49               | [ 利用客数 6 ] |
| 2006年（平成18年） | 48               | [ 利用客数 7 ] |
| 2007年（平成19年） | 40               | [ 利用客数 8 ] |

## 駅周辺
- 秋田県道186号三関停車場線
- 湯沢上関簡易郵便局
- 国道13号
- 雄物川

## 隣の駅
東日本旅客鉄道（JR東日本）
■奥羽本線
横堀駅 - 三関駅 - 上湯沢駅

### 記事本文

#### 報道発表資料
1. ↑  「奥羽本線 三関駅舎を改築します (PDF)」（プレスリリース）、東日本旅客鉄道秋田支社、2017年8月7日。2020年5月17日閲覧。
2. 1 2  「奥羽本線 三関駅が新しくなります (PDF)」（プレスリリース）、東日本旅客鉄道秋田支社、2017年11月22日。2020年5月17日閲覧。
3. ↑  「Suicaエリア外もチケットレスで! 東北エリアから「えきねっとQチケ」がはじまります (PDF)」（プレスリリース）、東日本旅客鉄道、2024年7月11日。2024年8月4日閲覧。

#### 新聞記事
1. ↑  「急行貨物駅へ突入 奧羽本線三関（雄勝）で椿事」『秋田魁新報』秋田魁新報社、1950年7月13日、朝刊、2面。
2. ↑  「三関駅暴走事件」『日本経済新聞』1950年7月29日、3面。
3. ↑  「奥羽線下湯沢駅と三関駅 あすから民間委託 無人化から“昇格”」『秋田魁新報』秋田魁新報社、1979年11月30日、朝刊、13面。
4. 1 2  「奥羽線 2駅の新駅舎 使用開始」『交通新聞』交通新聞社、2017年12月1日、1面。

### 利用状況
1. ↑  「JR東日本：各駅の乗車人員（2000年度）」東日本旅客鉄道。2025年7月15日閲覧。
2. ↑  「JR東日本：各駅の乗車人員（2001年度）」東日本旅客鉄道。2025年7月15日閲覧。
3. ↑  「JR東日本：各駅の乗車人員（2002年度）」東日本旅客鉄道。2025年7月15日閲覧。
4. ↑  「JR東日本：各駅の乗車人員（2003年度）」東日本旅客鉄道。2025年7月15日閲覧。
5. ↑  「JR東日本：各駅の乗車人員（2004年度）」東日本旅客鉄道。2025年7月15日閲覧。
6. ↑  「JR東日本：各駅の乗車人員（2005年度）」東日本旅客鉄道。2025年7月15日閲覧。
7. ↑  「JR東日本：各駅の乗車人員（2006年度）」東日本旅客鉄道。2025年7月15日閲覧。
8. ↑  「JR東日本：各駅の乗車人員（2007年度）」東日本旅客鉄道。2025年7月15日閲覧。